# Tyska Västafrika
Tyska Västafrika, tyska Deutsch-Westafrika, var en tidig benämning på de tyska skyddsområdena i västra Afrika som existerade 1884-1919. I regel räknar man då samman Kamerun och Togo som en enhet. Mer sällan räknas även Tyska Sydvästafrika med.

## Historik
Tyska Västafrikakompaniet bildades med huvudkontoret i Hamburg. Företaget var verksamt i både Tyska Kamerun och Tyska Togoland. Efter flera år utan större vinst upplötstes företaget av Tyska riket den 13 november 1903.

### Fotnoter
1. ↑  Schnee, Heinrich (1908). Unsere Kolonien. Quelle & Meyer. sid. 37 & 54 & 188. http://books.google.com/books?id=s-5IAAAAIAAJ
2. ↑  German Bundesrat (1904). Die deutsche Kolonial-gesetzgebung. E.S. Mittler und sohn. sid. 238. http://books.google.com/books?id=AsEOAAAAYAAJ